# Шишков Олександр Володимирович
Олександр Володимирович Шишков (рос. Александр Владимирович Шишков; 11 квітня 1988, Ульяновськ, РРФСР — 21 травня 2022, Білогорівка, Україна) — російський офіцер, майор ПДВ РФ (березень 2022). Герой Російської Федерації.

## Біографія
Закінчив 11 класів Ульяновської середньої школи № 52. З 2003 року займався парашутною підготовкою в Ульяновському ДТСААФ. Там він і освоїв кілька типів парашутних систем і здійснив понад 100 стрибків із парашутом на аеродромі Ульянівського аероклубу «Білий Ключ».
В 2006/11 роках навчався в Рязанському повітрянодесантному командному училищі, після закінчення якого був призначений командиром парашутно-десантного взводу 31-ї окремої десантно-штурмової бригади в Ульяновську. Учасник вторгнення в Україну, командир десантно-штурмового батальйону своєї бригади. Учасник боїв за аеропорт Гостомеля та Луганську область. В ніч з 19 на 20 травня 2022 року був важко поранений і 21 травня помер. 1 червня був похований в Ульяновську.

## Нагороди
- Медалі
- Орден Мужності (3 травня 2022)
- Звання «Герой Російської Федерації» (2022, посмертно) — «за мужність і героїзм, проявлені під час виконання військового обов'язку.» 20 вересня 2022 року медаль «Золота зірка» була передана матері Шишкова.